# Chris Ingram
Chris Ingram (Manchester, 7 luglio 1994) è un pilota di rally britannico, vincitore del campionato europeo rally nel 2019 su Skoda Fabia R5.

## Palmarès
- Campionato europeo rally: 1
2019 su Skoda Fabia R5

### Vittorie nel Junior WRC-2
| # | Stagione | Evento               | Co-pilota  | Auto                   |
| - | -------- | -------------------- | ---------- | ---------------------- |
| 1 | 2022     | Rally del Portogallo | Craig Drew | Škoda Fabia Rally2 Evo |
| 2 | 2022     | Rally di Ypres       | Craig Drew | Škoda Fabia Rally2 Evo |

## Risultati nel mondiale rally

### WRC
| 2013 | Scuderia | Vettura              |  |  |  |  |  |  |  |  |  |  |  |  |    |  |  |  | Punti | Pos. |
| ---- | -------- | -------------------- |  |  |  |  |  |  |  |  |  |  |  |  | -- |  |  |  | ----- | ---- |
| 2013 |          | Renault Twingo RS R2 |  |  |  |  |  |  |  |  |  |  |  |  | 33 |  |  |  | 0     |      |

| 2014 | Scuderia | Vettura        |  |  |  |  |  |  |  |  |  |  |  |  |    |  |  |  | Punti | Pos. |
| ---- | -------- | -------------- |  |  |  |  |  |  |  |  |  |  |  |  | -- |  |  |  | ----- | ---- |
| 2014 |          | Peugeot 208 R2 |  |  |  |  |  |  |  |  |  |  |  |  | 39 |  |  |  | 0     |      |

| 2015 | Scuderia | Vettura             |  |  |  |  |  |  |  |  |  |  |  |  |     |  |  |  | Punti | Pos. |
| ---- | -------- | ------------------- |  |  |  |  |  |  |  |  |  |  |  |  | --- |  |  |  | ----- | ---- |
| 2015 |          | Citroën DS3 R3T Max |  |  |  |  |  |  |  |  |  |  |  |  | Rit |  |  |  | 0     |      |

| 2016 | Scuderia                | Vettura                       |  |  |  |  |  |  |  |  |     |  |  |  |    |  |  |  | Punti | Pos. |
| ---- | ----------------------- | ----------------------------- |  |  |  |  |  |  |  |  | --- |  |  |  | -- |  |  |  | ----- | ---- |
| 2016 | Opel Rallye Junior Team | Opel Adam R2 Vauxhall Adam R2 |  |  |  |  |  |  |  |  | Rit |  |  |  | 48 |  |  |  | 0     |      |

| 2017 | Scuderia | Vettura      |  |  |  |  |  |  |  |  |  |  |  |    |  |  |  |  | Punti | Pos. |
| ---- | -------- | ------------ |  |  |  |  |  |  |  |  |  |  |  | -- |  |  |  |  | ----- | ---- |
| 2017 |          | Opel Adam R2 |  |  |  |  |  |  |  |  |  |  |  | 36 |  |  |  |  | 0     |      |

| 2018 | Scuderia     | Vettura        |  |  |  |  |  |  |  |  |  |   |    |  |  |  |  |  | Punti | Pos. |
| ---- | ------------ | -------------- |  |  |  |  |  |  |  |  |  | - | -- |  |  |  |  |  | ----- | ---- |
| 2018 | Toksport WRT | Škoda Fabia R5 |  |  |  |  |  |  |  |  |  | 9 | 34 |  |  |  |  |  | 2     | 25º  |

| 2021 | Scuderia | Vettura                |  |  |    |    |     |  |  |  |    |  |    |    |  |  |  |  | Punti | Pos. |
| ---- | -------- | ---------------------- |  |  | -- | -- | --- |  |  |  | -- |  | -- | -- |  |  |  |  | ----- | ---- |
| 2021 |          | Škoda Fabia Rally2 Evo |  |  | 16 | 15 | Rit |  |  |  | 12 |  | 18 | 24 |  |  |  |  | 0     |      |

| 2022 | Scuderia | Vettura                |    |  |    |    |    |  |  |  |   |     |  |  |  |  |  |  | Punti | Pos. |
| ---- | -------- | ---------------------- | -- |  | -- | -- | -- |  |  |  | - | --- |  |  |  |  |  |  | ----- | ---- |
| 2022 |          | Škoda Fabia Rally2 Evo | 14 |  | 11 | 12 | 11 |  |  |  | 9 | Rit |  |  |  |  |  |  | 2     | 29º  |

| 2023 | Scuderia | Vettura                |    |  |  |  |  |  |  |  |  |  |  |  |  |  |  |  | Punti | Pos. |
| ---- | -------- | ---------------------- | -- |  |  |  |  |  |  |  |  |  |  |  |  |  |  |  | ----- | ---- |
| 2023 |          | Škoda Fabia Rally2 Evo | 15 |  |  |  |  |  |  |  |  |  |  |  |  |  |  |  | 0     |      |

| 2024 | Scuderia | Vettura                                      |     |  |  |  |  |  |  |  |  |  |  |  |     |  |  |  | Punti | Pos. |
| ---- | -------- | -------------------------------------------- | --- |  |  |  |  |  |  |  |  |  |  |  | --- |  |  |  | ----- | ---- |
| 2024 |          | Škoda Fabia RS Rally2 Toyota GR Yaris Rally2 | Rit |  |  |  |  |  |  |  |  |  |  |  | Rit |  |  |  | 0     |      |

| Legenda | 1º posto | 2º posto | 3º posto | A punti | Senza punti | Ritirato | Squalificato | NP=Non partito C=Gara cancellata | Apice=Power stage |

### WRC-2
| 2018 | Scuderia     | Vettura        |  |  |  |  |  |  |  |  |  |   |    |  |  |  |  |  | Punti | Pos. |
| ---- | ------------ | -------------- |  |  |  |  |  |  |  |  |  | - | -- |  |  |  |  |  | ----- | ---- |
| 2018 | Toksport WRT | Škoda Fabia R5 |  |  |  |  |  |  |  |  |  | 3 | 12 |  |  |  |  |  | 15    | 24º  |

| 2022 | Scuderia | Vettura                |   |  |   |   |   |  |  |  |   |     |  |  |  |  |  |  | Punti | Pos. |
| ---- | -------- | ---------------------- | - |  | - | - | - |  |  |  | - | --- |  |  |  |  |  |  | ----- | ---- |
| 2022 |          | Škoda Fabia Rally2 Evo | 7 |  | 5 | 3 | 4 |  |  |  | 4 | Rit |  |  |  |  |  |  | 56    | 7º   |

| 2023 | Scuderia | Vettura                |   |  |  |  |  |  |  |  |  |  |  |  |  |  |  |  | Punti | Pos. |
| ---- | -------- | ---------------------- | - |  |  |  |  |  |  |  |  |  |  |  |  |  |  |  | ----- | ---- |
| 2023 |          | Škoda Fabia Rally2 Evo | 6 |  |  |  |  |  |  |  |  |  |  |  |  |  |  |  | 8     | 31º  |

| 2024 | Scuderia | Vettura                                      |     |  |  |  |  |  |  |  |  |  |  |  |     |  |  |  | Punti | Pos. |
| ---- | -------- | -------------------------------------------- | --- |  |  |  |  |  |  |  |  |  |  |  | --- |  |  |  | ----- | ---- |
| 2024 |          | Škoda Fabia RS Rally2 Toyota GR Yaris Rally2 | Rit |  |  |  |  |  |  |  |  |  |  |  | Rit |  |  |  | 0     |      |

| Legenda | 1º posto | 2º posto | 3º posto | A punti | Senza punti | Ritirato | Squalificato | NP=Non partito C=Gara cancellata | Apice=Power stage |

### WRC-2 Junior/WRC-2 Challenger
| 2022 | Scuderia | Vettura                |   |  |   |   |   |  |  |  |   |     |  |  |  |  |  |  | Punti | Pos. |
| ---- | -------- | ---------------------- | - |  | - | - | - |  |  |  | - | --- |  |  |  |  |  |  | ----- | ---- |
| 2022 |          | Škoda Fabia Rally2 Evo | 4 |  | 3 | 1 | 3 |  |  |  | 1 | Rit |  |  |  |  |  |  | 92    | 3º   |

| 2023 | Scuderia | Vettura                |   |  |  |  |  |  |  |  |  |  |  |  |  |  |  |  | Punti | Pos. |
| ---- | -------- | ---------------------- | - |  |  |  |  |  |  |  |  |  |  |  |  |  |  |  | ----- | ---- |
| 2023 |          | Škoda Fabia Rally2 Evo | 4 |  |  |  |  |  |  |  |  |  |  |  |  |  |  |  | 12    | 30º  |

| 2024 | Scuderia | Vettura                                      |     |  |  |  |  |  |  |  |  |  |  |  |     |  |  |  | Punti | Pos. |
| ---- | -------- | -------------------------------------------- | --- |  |  |  |  |  |  |  |  |  |  |  | --- |  |  |  | ----- | ---- |
| 2024 |          | Škoda Fabia RS Rally2 Toyota GR Yaris Rally2 | Rit |  |  |  |  |  |  |  |  |  |  |  | Rit |  |  |  | 0     |      |

| Legenda | 1º posto | 2º posto | 3º posto | A punti | Senza punti | Ritirato | Squalificato | NP=Non partito C=Gara cancellata | Apice=Power stage |

### WRC-3
| 2015 | Scuderia | Vettura             |  |  |  |  |  |  |  |  |  |  |  |  |     |  |  |  | Punti | Pos. |
| ---- | -------- | ------------------- |  |  |  |  |  |  |  |  |  |  |  |  | --- |  |  |  | ----- | ---- |
| 2015 |          | Citroën DS3 R3T Max |  |  |  |  |  |  |  |  |  |  |  |  | Rit |  |  |  | 0     |      |

| 2021 | Scuderia | Vettura                |  |  |   |    |     |  |  |  |    |  |    |    |  |  |  |  | Punti | Pos. |
| ---- | -------- | ---------------------- |  |  | - | -- | --- |  |  |  | -- |  | -- | -- |  |  |  |  | ----- | ---- |
| 2021 |          | Škoda Fabia Rally2 Evo |  |  | 5 | 34 | Rit |  |  |  | 23 |  | 43 | 84 |  |  |  |  | 70    | 4º   |

| Legenda | 1º posto | 2º posto | 3º posto | A punti | Senza punti | Ritirato | Squalificato | NP=Non partito C=Gara cancellata | Apice=Power stage |

### Junior WRC
| 2015 | Scuderia | Vettura             |  |  |  |  |  |  |  |  |  |  |  |  |     |  |  |  | Punti | Pos. |
| ---- | -------- | ------------------- |  |  |  |  |  |  |  |  |  |  |  |  | --- |  |  |  | ----- | ---- |
| 2015 |          | Citroën DS3 R3T Max |  |  |  |  |  |  |  |  |  |  |  |  | Rit |  |  |  | 0     |      |

| Legenda | 1º posto | 2º posto | 3º posto | A punti | Senza punti | Ritirato | Squalificato | NP=Non partito C=Gara cancellata | Apice=Power stage |

## Risultati nell'europeo rally
| Anno | Scuderia                                | Vettura                               | 1      | 2       | 3       | 4       | 5       | 6       | 7       | 8      | 9       | 10  | 11  | 12  | Pos. | Punti |
| ---- | --------------------------------------- | ------------------------------------- | ------ | ------- | ------- | ------- | ------- | ------- | ------- | ------ | ------- | --- | --- | --- | ---- | ----- |
| 2013 |                                         | Renault Twingo RS R2                  | JAN    | LIE     | ISO     | AZZ     | COR     | YPR 30  | SIB     | BAR    | POL     | CRO | SAN | VAL |      | 0     |
| 2014 | Renault Twingo RS R2 Evo Peugeot 208 R2 | JAN                                   | LIE 30 | ACR     | IRL Rit | AZZ 14  | YPR 20  | EST     | BAR 35  | CIP    | VAL Rit | COR |     |     | 0    |       |
| 2015 | Peugeot 208 R2                          | JAN                                   | LIE 14 | IRL 15  | AZZ 15  | YPR Rit | EST Rit | BAR Rit | CIP     | ACR    | VAL     |     |     |     | 0    |       |
| 2016 | ADAC Opel Rallye Junior Team            | Opel Adam R2                          | ISO    | IRL 18  | ACR     | AZZ 17  | YPR 14  | EST 10  | RZE     | BAR 18 | LIE Rit | CIP |     |     | 73°  | 1     |
| 2017 | ADAC Opel Rallye Junior Team            | Opel Adam R2                          | AZZ 11 | ISO 21  | ACR     | CIP     | RZE 26  | BAR 38  | ROM 14  | LIE 10 |         |     |     |     | 52°  | 1     |
| 2018 | Toksport WRT                            | Škoda Fabia R5                        | AZZ 4  | ISO Rit | ACR     | CIP     | ROM 6   | BAR 7   | POL 3   | LIE 2  |         |     |     |     | 5°   | 90    |
| 2019 | Toksport WRT                            | Škoda Fabia R5 Škoda Fabia Rally2 evo | AZZ 3  | ISO 2   | LIE 4   | POL Rit | ROM 6   | BAR 3   | CIP 2   | UNG 4  |         |     |     |     | 1°   | 141   |
| 2020 | Toksport WRT                            | Renault Clio Rally5                   | ROM    | LIE     | FAF     | UNG     | ISO 28  |         |         |        |         |     |     |     |      | 0     |
| 2023 |                                         | Volkswagen Polo GTI R5                | SER    | ISO     | POL     | LIE     | SCA     | ROM     | BAR Rit | UNG    |         |     |     |     |      | 0     |
| 2024 |                                         | Toyota GR Yaris Rally2                | UNG    | ISO     | SCA     | EST     | ROM     | BAR     | CER Rit | SIL    |         |     |     |     |      | 0     |